# Румелійська течія
Румелійська течія — постійна поверхнева течія Чорного моря.
Румелійська течія розпочинається від Дніпровсько-Бузького лиману, де її надають імпульс руху стоки Дніпра та Південного Бугу. Прямує спочатку на захід вздовж північного узбережжя Чорного моря. Далі повертає на південь, де отримує додатковий вплив Дністра та Дунаю. При досягненні Босфору розділяється на три гілки. Центральна частина через Босфор заходить у Мармурове море, друга — рухається на північний захід до мису Каліакра, біля якого знову потрапляє в основну масу Румелійської течії. Третя рухається на схід вздовж південного берега, даючи початок Анатолійській течії.
Румелійська течія немає постійної ширини, на неї впливає напрямок та сила вітру. При східних вітрах вона має меншу ширину, протікаючи ближче до західного берега. Напроти дельти Дунаю не доходить до острова Зміїний. При західних та південно-західних вітрах ширина течії збільшується на 40—50 миль, і тоді вона обходить цей острів з двох сторін. При цьому можна спостерігати, як Зміїний з усіх боків оточений малопрозорою розбавленою дунайською водою.
Румелійська течія переносить основну масу вод Дунаю з півночі на південь. Завислі частки мулу і піску, що містяться в цих водах можна спостерігати не тільки з суден, а й на фотографіях із супутників.